# A Flintstone család: Kőkorszakik az űrkorszakban
A Frédi, Béni és a Jetson család: Jövőben, menőben az időben vagy A Flintstone család: Kőkorszakik az űrkorszakban (eredeti cím: The Jetsons Meet the Flintstones) 1987-ben bemutatott amerikai televíziós rajzfilm, amelyet Ray Patterson és Don Lusk rendezett. Az animációs játékfilm producerei Bob Hathcock és Bernard Wolf. A forgatókönyvet Don Nelson és Arthur Alsberg írta, a zenéjét Sven Libaek szerezte. A tévéfilm a Hanna-Barbera gyártásában készült. Műfaja sci-fi filmvígjáték.
Amerikában 1987. november 9-én a sugározták. Magyarországon két szinkronos változat is készült belőle, amelyekből az elsőt 1995 elején adták ki VHS-en, a másodikat 2006. augusztus 20-án a mutatta be a Cartoon Network.

## Szereplők
| Szereplő       | Eredeti hang    | Magyar hang                     | Magyar hang                                |
| Szereplő       | Eredeti hang    | 1. magyar változat (ZOOM, 1994) | 2. magyar változat (Cartoon Network, 2006) |
| -------------- | --------------- | ------------------------------- | ------------------------------------------ |
| Kovakövi Frédi | Henry Corden    | Kránitz Lajos                   | Papp János                                 |
| Kavicsi Béni   | Mel Blanc       | Kerekes József                  | Mikó István                                |
| Mr. Spacely    | Mel Blanc       | Horkai János                    | Cs. Németh Lajos                           |
| Dínó           | Mel Blanc       | Bartucz Attila                  | Szokol Péter                               |
| George Jetson  | George O'Hanlon | Harsányi Gábor                  | Lippai László                              |
| Jane Jetson    | Penny Singleton | Kiss Erika                      | Pápai Erika                                |
| Kovakövi Vilma | Jean Vander Pyl | Kocsis Mariann                  | Für Anikó                                  |
| Rosie          | Jean Vander Pyl | Halász Aranka                   | Szabó Éva                                  |
| Kavicsi Irma   | Julie McWhirter | Jani Ildikó                     | Pogány Judit                               |
| Női befektető  | Julie McWhirter | Kajárik Andrea                  | Bokor Ildikó                               |
| Judy Jetson    | Janet Waldo     | Zsigmond Tamara                 | Bogdányi Titanilla                         |
| SARA           | Janet Waldo     | Balázs Ágnes                    | Agócs Judit                                |
| Elroy Jetson   | Daws Butler     | Molnár Levente                  | Simonyi Balázs                             |
| Cogswell       | Daws Butler     | Pathó István                    | Melis Gábor                                |
| Henry Orbit    | Daws Butler     | Komlós András                   | Szersén Gyula                              |
| Astro          | Don Messick     | Szokol Péter                    | Szokol Péter                               |
| RUDI           | Don Messick     | Csuha Lajos                     | Bardóczy Attila                            |
| Mac            | Don Messick     | saját hangján                   | saját hangján                              |
| Kátrányi Turk  | Hamilton Camp   | Orosz István                    | Faragó András                              |
| Homokkövi Iggy | Jon Bauman      | Csonka András                   | N/A                                        |
| Kőkobaki úr    | John Stephenson | Kardos Gábor                    | Tolnai Miklós                              |
| Hangosbemondó  | John Stephenson | Imre István                     | N/A                                        |
| Pókerjátékos   | John Stephenson | Háda János                      | N/A                                        |
| Befektető      | John Stephenson | Pataky Imre                     | Végh Ferenc                                |
| Lovag          | Henry Corden    | Pataky Imre                     | N/A                                        |
| Aranyrögi úr   | Frank Welker    | Beregi Péter                    | Besenczi Árpád                             |
| Dan Rathmoon   | Frank Welker    | Szűcs Sándor                    | Presits Tamás                              |